# 루카스 호드리게스 다 시우바

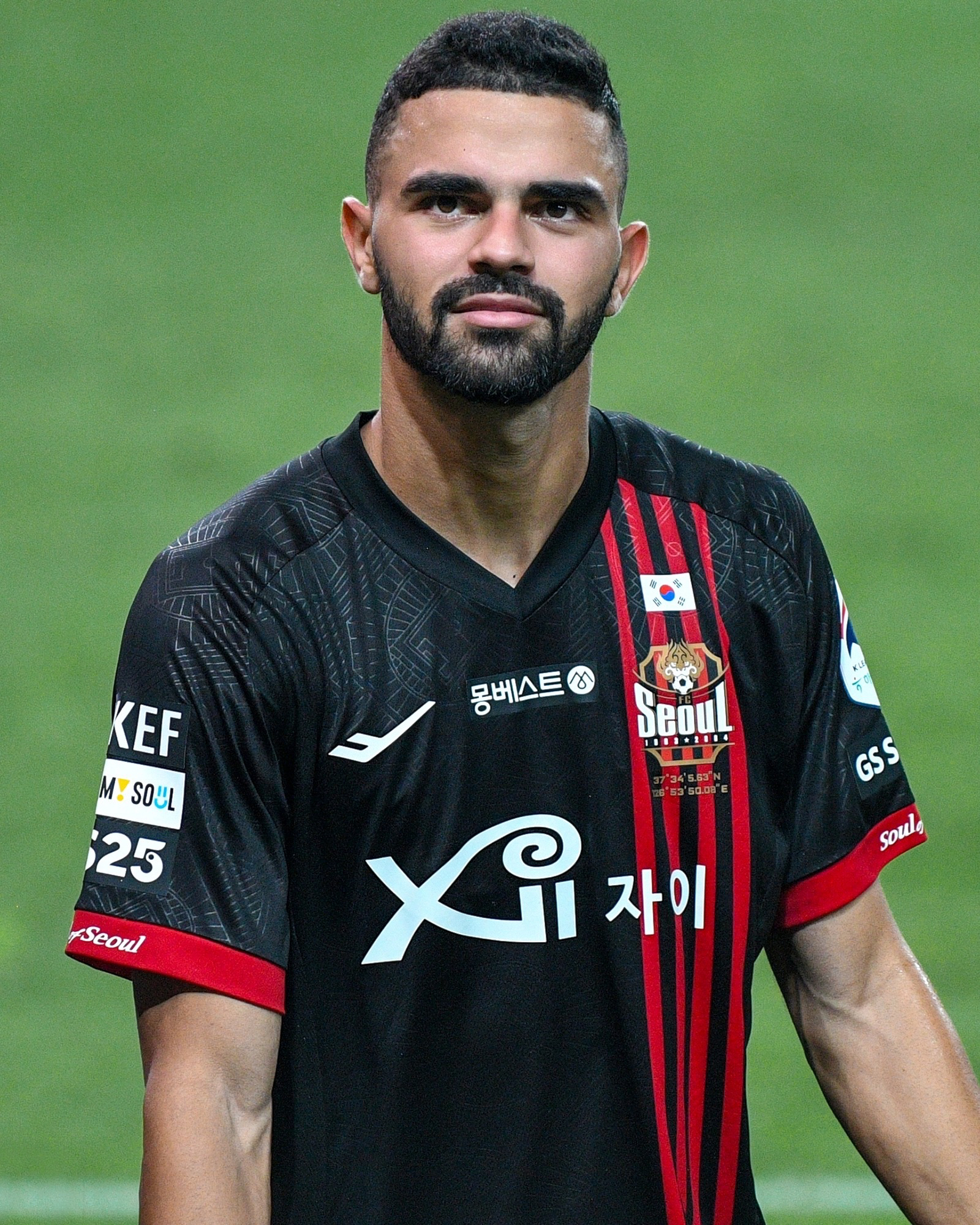
2024년 모습

루카스 호드리게스 다 시우바(브라질 포르투갈어: Lucas Rodrigues da Silva, 1999년 8월 27일~)는 브라질의 축구 선수이다. 포지션은 윙어이다.